# Narathura superba
Narathura superba är en fjärilsart som beskrevs av Johannes Karl Max Röber 1887. Narathura superba ingår i släktet Narathura och familjen juvelvingar. Inga underarter finns listade i Catalogue of Life.